# Turfcokes
Turfcokes is een cokes die ontstaat bij het vergassen van turf.

## Ontwikkeling
Turfcokes werd vanouds geproduceerd in meilers, die echter als nadeel hadden dat het proces discontinu was. Reeds in de 17e eeuw werd turfcokes aangeprezen als brandstof, bijvoorbeeld kooltjes in een stoof. Vooral als vervanger van houtskool was turfcokes echter in trek.
Gedurende de 19e eeuw werden er tal van gasfabrieken en cokesfabrieken gesticht die waren gebaseerd op de droge destillatie van steenkool. Ook met turf werd geëxperimenteerd.
Omstreeks 1900 werd in Duitsland en Engeland veel onderzoek gedaan naar turfvergassingsinstallaties die volgens een continu proces werkten. Naast turfcokes, dat een toepassing vond in het hoogovenbedrijf of bij de raffinage van plantaardige olie. De hierbij eveneens ontstane gassen konden gebruikt worden als brandstof, maar bevatten ook tal van producten als ammoniak, teer en alcohol, in analogie aan de productie van lichtgas uit steenkool.
In 1904 werd een turfvergasser, geleverd door de Engelse firma Schill, Seebohm & Co., in gebruik genomen in de fabriek van het Scholten-concern te Sappemeer. Deze voldeed echter niet en werd in 1906 weer teruggezonden. Ook de Rijkswerkinrichting Veenhuizen had belangstelling.
In 1912 werd turfvergassing gepropageerd door de ingenieurs E.C. Verschoor en A. ten Bosch. Dezen wilden te Drenthe een elektriciteitscentrale oprichten die met het door turfvergassing verkregen gas diende te worden gevoed. Het probleem was echter dat, hoewel de cokes van zeer goede kwaliteit was, de reiniging van het gas uiterst moeizaam verliep. Er was veel meer kalksteen voor nodig dan bij steenkoolvergassing, hetgeen de gasproductie onrendabel maakte. Martin Ziegler uit Oldenburg gebruikte het gas daarom om de oven te verhitten die ten doel had om turfcokes te produceren. Teer en teerwater waren de bijproducten. Nadeel was dat de turf luchtdroog moest zijn, waardoor de grondstofkosten hoog waren. Wielandt verbeterde dit procedé en kon veel vochtiger turf verwerken, door gebruik te maken van de vrijkomende waterdamp. teer, creosootolie, gasolie, paraffine-olie en pek waren bijproducten. Dit proces bleek rendabel te zijn.
De Duitsers A. Frank en Caro gebruikten het vrijkomende gas voor de opwekking van elektriciteit. Als bijproduct ontstond ammoniumsulfaat, dat omgezet kon worden in ammoniak en geschikt bleek voor de productie van kunstmest.
Volgens dit principe werd in Nederland in 1918 de Coöperatieve Ammoniakfabriek "De Runde" opgericht te Klazienaveen-Noord. Hierbij moet aangetekend worden dat tijdens de Eerste Wereldoorlog een schaarste aan ammoniak optrad. Bedrijfsleider was J. Nagtegaal. In 1919 echter was de oorlog afgelopen en sloot de fabriek alweer.

## Tweede Wereldoorlog
In Duitsland kwam echter in Elisabethfehn een turfcokesfabriek in bedrijf en in 1936 bepleitte de Haagse firma H.D. Koopman & Co. om ook in Nederland een dergelijke fabriek te bouwen. Deze fabriek kwam er niet, want ze was onder normale omstandigheden niet rendabel. De Maatschappij Griendtsveen, die experimenten dienaangaande uitvoerde onder leiding van C. Horch, begon in 1939 met de productie. In Duitsland was toen al een oorlogseconomie draaiende en er was vraag naar turfcokes in dat land.
Na de bezetting in 1940 startte de productie van turfcokes door de firma Veldkamp en door de Purit-fabriek in het Amsterdamsche Veld, een groot veengebied waar nu nog een deel van over is in het natuurreservaat Bargerveen. Te Emmer-Compascuum werd door Lucas Hunse de Nederlandse Turfcokesfabriek opgericht, terwijl in hetzelfde dorp, door S.K. Gorter, het Turfveredelingsbedrijf "Emmerhout" werd gestart. Gorter was een garagehooder uit Roodeschool die ook gasgeneratoren bouwde.
De productie vond plaats in meilerovens, taps toelopende bouwwerken van vuurvaste steen of ijzer. De turf werd op een rooster gelegd en, na ontsteking, werd de ovendeur gesloten en turf aan de bovenzijde toegevoerd. Als de rookontwikkeling stopte werd ook de bovenkant met leem dichtgesmeerd. De opvallende rookontwikkeling maakte de meilers overigens tot een aantrekkelijk doelwit voor Engelse bommenwerpers.
Na de bevrijding in 1945 werd de productie in al deze bedrijven direct stopgezet. Enkel Purit produceerde nog turfcokes op deze wijze tot halverwege de jaren vijftig van de 20e eeuw, als grondstof voor de Norit-fabrieken te Zaanstad.